# Real Santuario del Santísimo Cristo de La Laguna

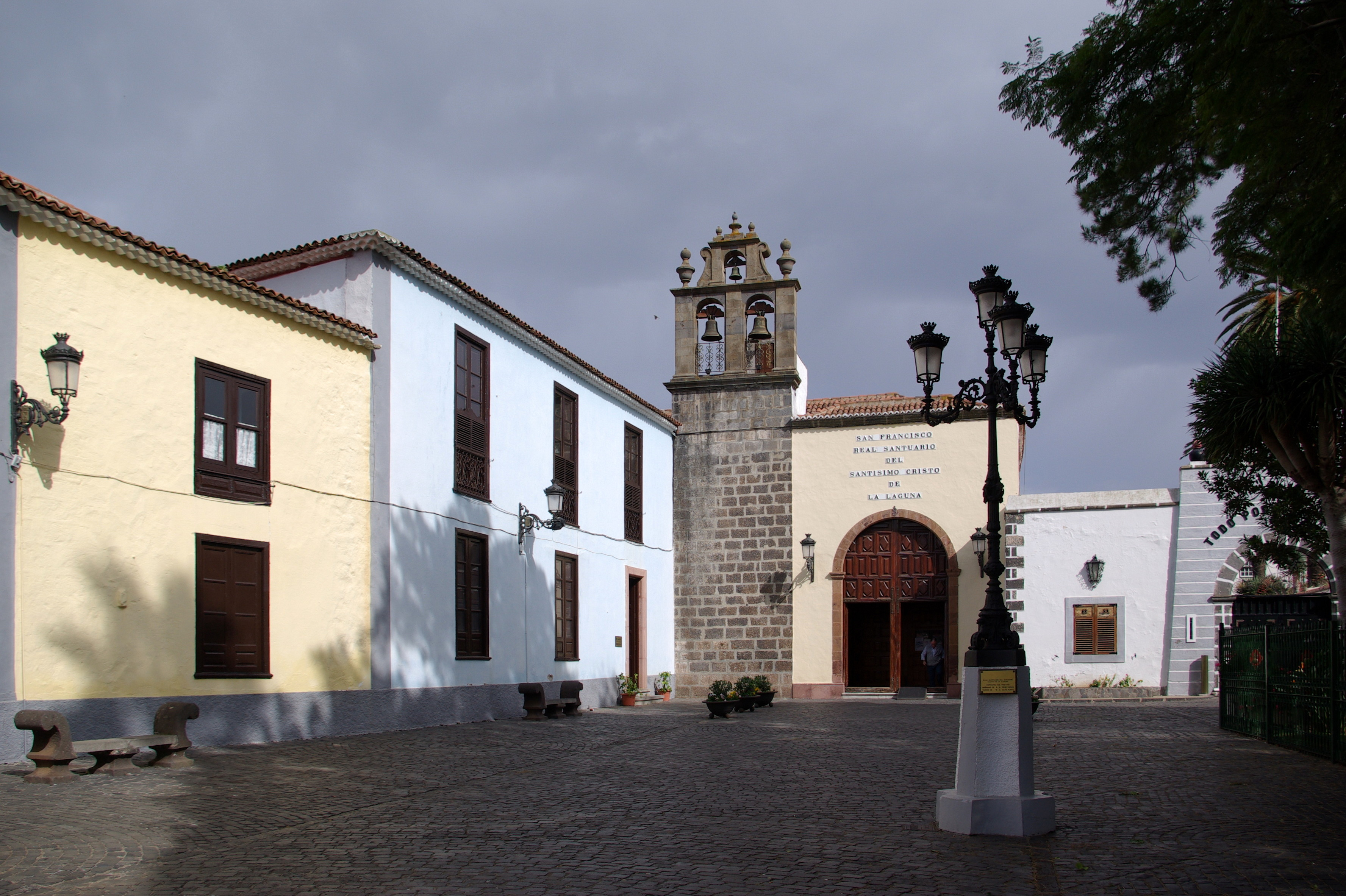
Real Santuario del Santísimo Cristo de La Laguna

Real Santuario del Santísimo Cristo de La Laguna är en kyrkobyggnad i staden San Cristóbal de La Laguna på ön Teneriffa (Kanarieöarna). Kyrkan räknas som en av de viktigaste vallfartskyrkorna på Kanarieöarna. 
Kyrkobyggnaden var ursprungligen en del av ett franciskankloster. Bygget inleddes 1506 och stod färdigt 1580. Skeppet är cirka 46 meter långt och sju meter brett. Ingången till kyrkan befinner sig under körläktaren. Altaret pryds av en Kristusstaty (Santísimo Cristo de La Laguna), som är den mest kända Kristusstatyn på Kanarieöarna.

## Bilder

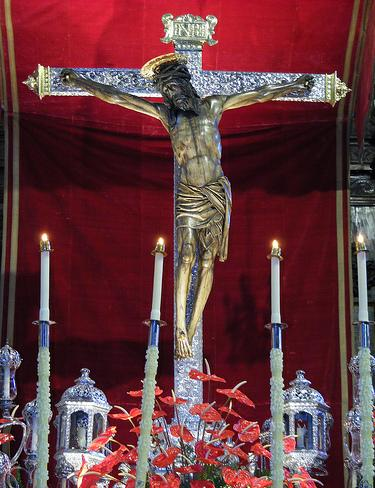
Cristo de La Laguna
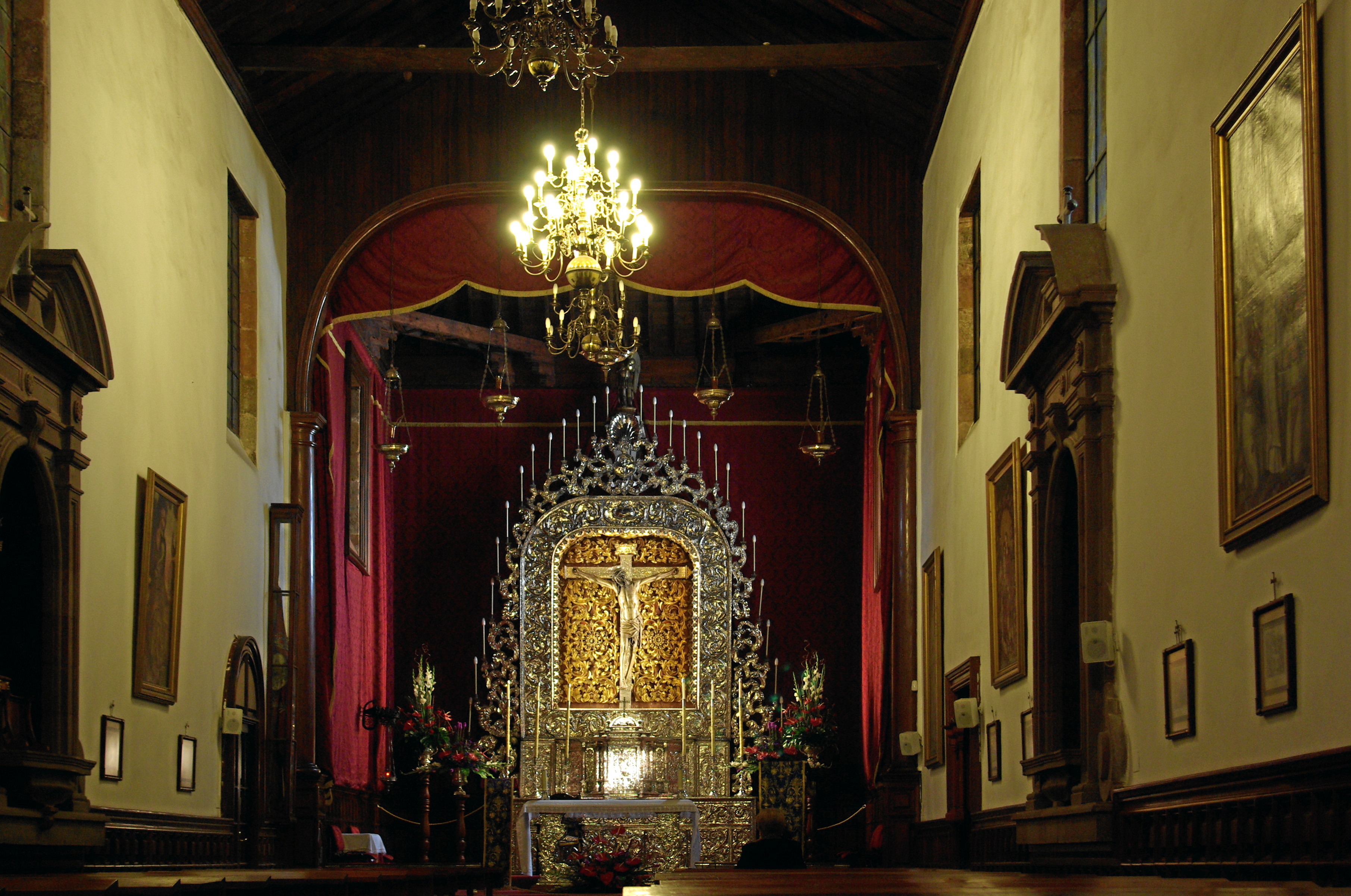
Interiör
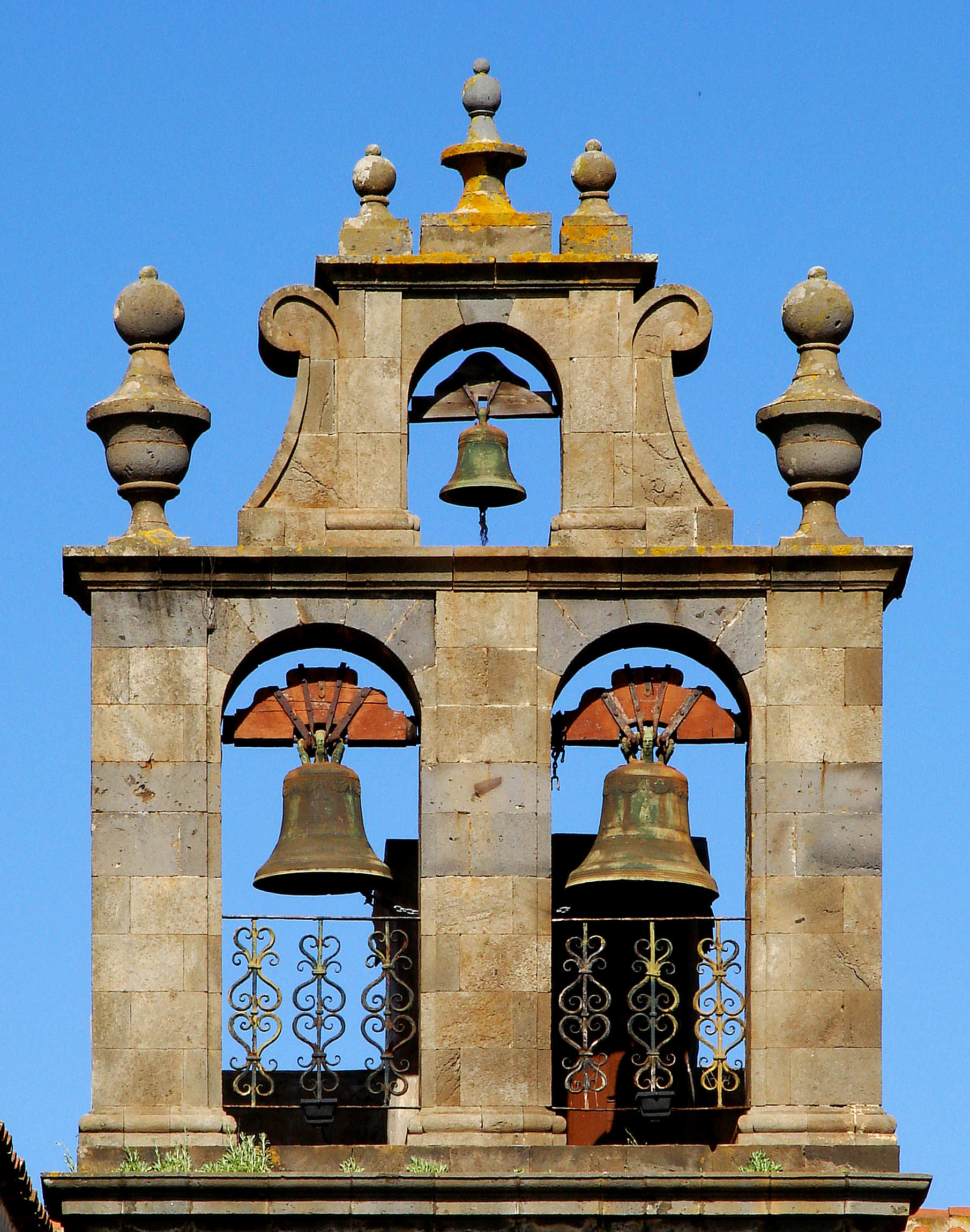
Bulrush
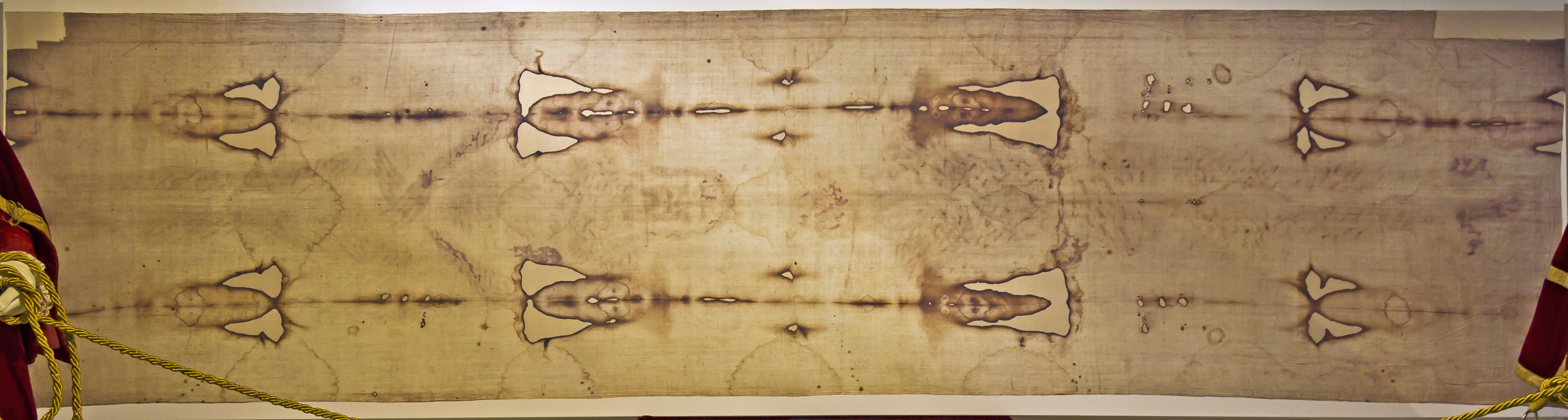
Turinsvepningen (replik)